# Dovania
Dovania is een geslacht van vlinders uit de familie pijlstaarten (Sphingidae).

## Soorten
- Dovania neumanni Jordan, 1925
- Dovania poecila Rothschild & Jordan, 1903